# Jorge Rando

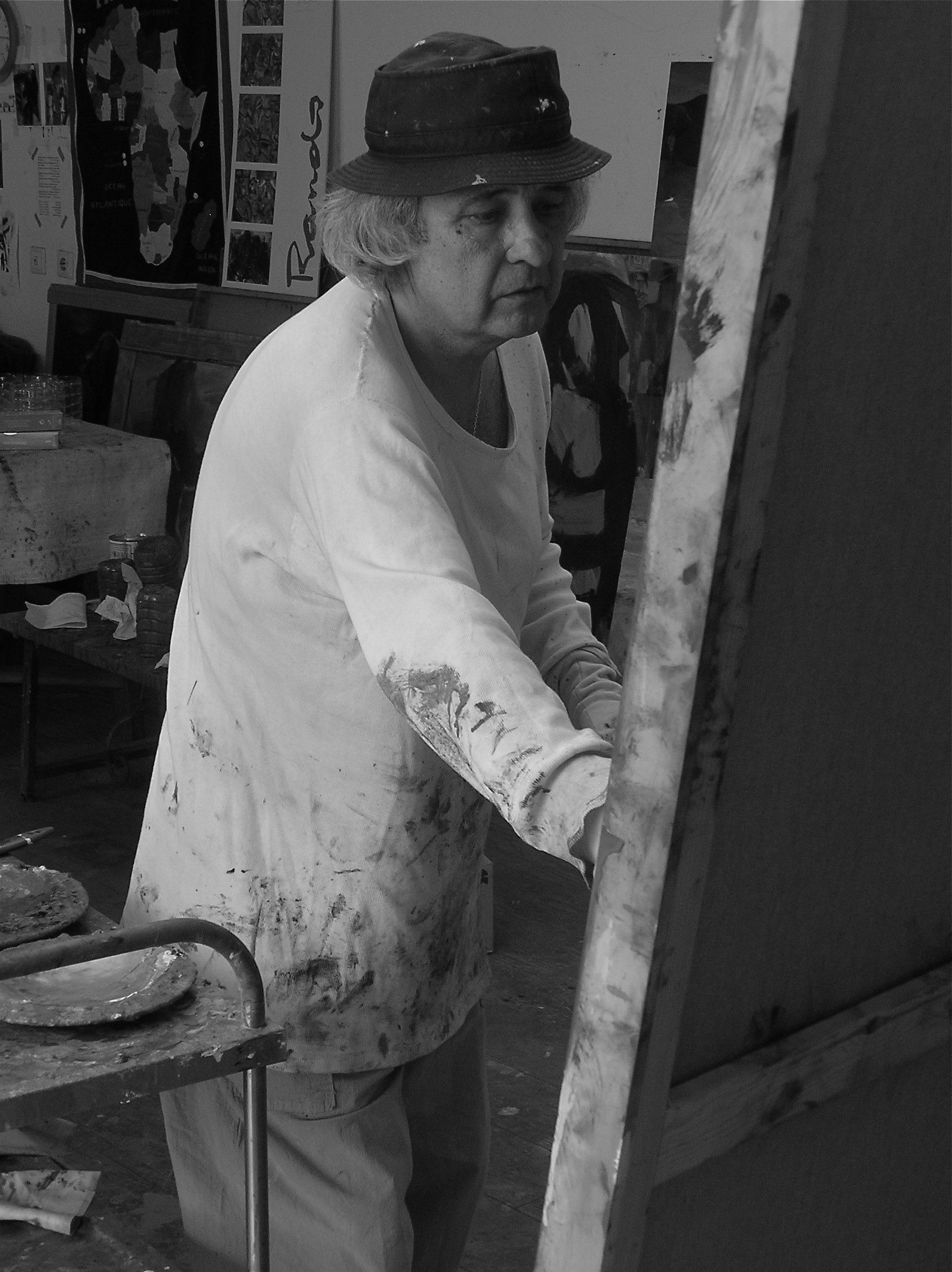
Jorge Rando

Jorge Rando (* 23. Juni 1941 in Málaga) ist ein spanischer Maler und Bildhauer, der der neoexpressionistischen Bewegung zugerechnet wird.

## Leben
Jorge Rando wurde in Málaga unter dem Namen Jorge Sánchez geboren. Sein Vater war Motoringenieur, die Mutter Hausfrau. Seinen Künstlernamen Rando, den Nachnamen seiner Mutter, nimmt er erst später an. Er wächst mit drei Geschwistern auf, wird mit vier Jahren eingeschult und besucht später das Colegio de las Mercedes in Málaga. 1953 tritt er für zwei Jahre in das kirchliche Seminario Conciliar zur Ausbildung in Rhetorik ein. Sein Abitur macht er im Alter von 15 Jahren und studiert anschließend Philosophie. Schon früh zeichnet er Porträts, religiöse Motive und Bühnenbilder, mit 16 Jahren malt er ein erstes großes Wandbild mit einer Größe von 20 × 3 Metern.
Nach Abschluss des Philosophiestudiums kam er im Alter von 20 Jahren nach Deutschland, bezog einen Wohnsitz in Köln und setzte 1963 seine philosophischen Studien an der dortigen Universität fort. Er arbeitete in der Hotel- und Gastronomiebranche und ließ sich zum Schweißer ausbilden, was ihm später bei der Anfertigung seiner Eisenskulpturen zugutekam. Er unternahm Studienreisen in verschiedene deutsche Städte, die mitteleuropäische und deutsche Kultur war prägend für seine künstlerische und persönliche Entwicklung. Zusammen mit seiner Ehefrau Margit kehrte er im Jahr 1984 nach Málaga zurück, wo er sich niederließ.
Jorge Rando lebt und arbeitet in Málaga und Hamburg.

## Werk
International zählt Rando zu den angesehensten spanischen Künstlern. Seine Werke wurden über die Jahrzehnte in Galerien und auf Messen zeitgenössischer Kunst, in spanischen als auch internationalen Stiftungen und Museen ausgestellt. Seine Bücher sind weltweit in Universitäts- und Landesbibliotheken vertreten. Die erste von der Stadt Málaga gesponserte Internet-Übertragungen der Osterwoche Málagas wurde von Jorge Rando illustriert. Mehr als 90.000 seiner Zeichnungen wurden bereits aus dem Internet heruntergeladen.
Im Jahr 2006 erhielt Rando für seinen Beitrag am Expressionismus in Spanien den Preis der Fundación Antiquaria. Im selben Jahr wurde er zudem mit dem Preis für zeitgenössische Kunst von Tertulia Illustrada in Madrid ausgezeichnet.
Die Spanische Nationalbibliothek erwarb in 2007 für ihre Sammlung einige seiner Werke. Im Jahr darauf folgten zwei große Ausstellungen in seiner Heimatstadt Málaga: Eine im Bischofspalast mit ca. 150 seiner Werke und einer umfangreichen Werkschau im Städtischen Museum mit Arbeiten aus seiner mehr als 30 Jahre währenden Schaffenszeit. Noch im selben Jahr wurde er von der Stadt Málaga zum Bürger des Jahres ernannt.
In 2009 wurde in den Nasriden-Gärten der Kathedrale von Málaga das erste Freilichtmuseum Málagas mit sieben großformatigen Eisen- und Holzskulpturen Randos sowie einer achtteiligen Skulpturengruppe eröffnet. Im Auftrag des Dekans Francisco García Mota fertigte Rando Skizzen von 25 Glasfenstern der Kathedrale an.
Im Jahr 2010 entwarf er die Skulptur „Virgen de la Victoria“, die vom katholischen Weltverband SIGNIS dem Film ‘Circuit’ im Rahmen des Filmfestival Málaga verliehen wurde. Diese Statuette wurde von dem Verband auch in den folgenden Jahren als Trophäe genutzt.
Im Pfarrgarten der Kirche San Ramón Nonato in Málaga wurde in 2011 eine Skulpturengruppe ausgestellt, die Rando dem Thema der Randgruppen und Misshandelten widmete.
In 2012 fand eine Ausstellungsreihe in Spanien, Deutschland und den Vereinigten Staaten statt. Der Künstler setzte seine Arbeit an den Skulpturen fort, die den Jardín de la Conciencia (Garten des Gewissens) bilden sollten. Er hatte das Projekt „Jorge Rando y la Red Carpet Experience“ ins Leben gerufen, das sich der Integration von Straßenkindern und sozialen Außenseitern widmete und hatte im Rahmen dieses Projektes schon einige Seminare in Spanien und Deutschland geleitet.
Im Jahr 2014 konnte Rando sein eigenes Museum eröffnen: Das Museum Jorge Rando befindet sich seither in Málaga im Stadtteil „El Molinillo“ in einem Teil des Klosters „Las Madres Mercedarias“. Das Museum umfasste vier Ausstellungsräume, zwei davon für die Präsentation der Werke von Jorge Rando selbst in einer Dauerausstellung, die periodisch erneuert werden sollte. Die anderen beiden Räume für temporäre Ausstellungen expressionistischer und neoexpressionsitischer Künstler aus Spanien und anderen Ländern.
In 2015 stellte er hier seine neue Reihe „Horizontes verticales“ (vertikale Horizonte) und einen umfangreichen Teil von Miniaturmalereien der Serie „Paisajes“ (Landschaften) aus.
Ebenfalls in 2015 fand ein Pionierprojekt statt, in dem mit Professor Robert Lucander von der Universität der Künste Berlin (UdK) und 25 Studenten für zwei Wochen eine Zusammenarbeit im Atelier von Jorge Rando stattfand und dessen Ergebnis als temporäre Werkschau für drei Monate im Museum ausgestellt wurde.
Im Jahr 2016 wurde Rando von der Kommission der Ernst Barlach Gesellschaft Hamburg mit dem Ernst-Barlach-Preis ausgezeichnet.
Im Ernst-Barlach-Museum Wedel (Hamburg) wurde die Ausstellung „Pasión. Nuevo Expresionismo“ (Passion. Neuer Expressionismus) gezeigt.
Im Ernst Barlach Museum Ratzeburg folgte im selben Jahr die Ausstellung „Ernst Barlach – Jorge Rando. Begegnung“. 
Wegen des Großen Interesses verlängerte das Museum die Ausstellung um vier Monate.
Im Jahr 2017 präsentierte Rando eine Sammlung von 50 Werken in der Ausstellung „Ernst Barlach – Jorge Rando: Mystiker der Moderne“, welche anlässlich des „Reformationsjubiläums 2017“ in der Martin-Luther-Kirche der Stadt Emden (eine Reformationsstadt Europas). Eine Folgepräsentation dieser Ausstellung sollte auch in Berlin stattfinden.
Im Mai 2017 wurde Randos neuer Zyklus „El nacimiento del color“ (Die Geburt der Farbe) im eigenen Museum eröffnet.
Im Februar 2018 folgte ebendort die Ausstellung „Cuarenta días antes“ (Vierzig Tage vorher. Begegnung von Jorge Rando – Carlos Ciriza).
Gleich anschließend wurde hier die Ausstellung „Encuentro Qi Baishi - Jorge Rando“ (Zusammentreffen Qi Baishi – Jorge Rando) eröffnet.
Im November 2018 präsentierte Rando dann seine Werke auf der internationalen Kunstmesse Qi Baishi.
Im Mai 2019 stellte Jorge Rando seine Ausstellung „Das Licht des Mittelmeers reicht“ im „Qi Baishi Memorial Museum“ (Xiangtan) aus.
Seither gehören Werke aus der Sammlung „Maternities“ (2018) zur ständigen Sammlung des Museums und seine „Miniaturen“ (2018) sind Teil der ständigen Ausstellung der Fine Arts Academy in Peking.

## Stil und Themen
Die Malerei von Jorge Rando charakterisiert sich durch eine Verzerrung der Form, die Benutzung emotionsgeladener Farben und den Einsatz von gestischem Ausdruck und expressionistischen Linien. Seine Gemäldereihen sind sehr umfangreich. Unter den zwischen den späten sechziger und Anfang der siebziger Jahre entstandenen Werken sind einige, wie etwa die Serien Prostitution, Mutterschaft, Schwermut, Tiere, Landschaften, Afrika etc., hervorzuheben.
Einen bedeutenden Raum in seinem Werk nimmt die sakrale Malerei ein, bei der er wesentliche Themen der abendländischen Kunst aufgreift. In einer der Leidensgeschichte Christi gewidmeten Reihe benutzt er vorwiegend die Farben Magentarot, Grün und Schwarz, aber auch Nuancen von Gelb, Rot und Blau. Christus erscheint in diesen Gemälden gedemütigt, als ein leidendes Wesen, das die gesamte Menschheit repräsentiert.
Um dem Betrachter keine Interpretationsmöglichkeit vorwegzunehmen, lässt Jorge Rando die meisten seiner Werke unbenannt. Zusätzlich zu seiner Tätigkeit als Künstler hält er Reflexionen, Thesen und Gedanken, die ihn während seiner Arbeit begleiten, schriftlich fest.

## Museum
Das Museumsgebäude schließt sich an das Mercedarier-Kloster an. Zur Umwandlung eines Teiles des Klosters in das Museum wurden die Arbeiten von der Stadt Málaga im Jahr 2011 unter Leitung des Architekten José González Vargas begonnen, fertiggestellt und 2014 eröffnet. Die Härte der expressionistischen Kunst soll hier auf die Sakralität und Ursprünglichkeit des Ortes treffen.
Das Museum beschränkt sich keinesfalls auf die Ausstellungsfunktion. Die Einrichtung, die sich nach dem Wunsch Randos in „das künstlerische Wohnzimmer Málagas“ verwandeln soll, bietet ein umfangreiches Kulturprogramm mit Filmvorführungen, Vorträgen, Kolloquien und Workshops. Zudem soll das Museum ein der expressionistischen Strömung gewidmetes Forschungszentrum beherbergen.

## Preise und Auszeichnungen
- 2006 Preis der Fundación Antiquaria.
- 2006 Preis für zeitgenössische Kunst der Tertulia ilustrada (Madrider Schriftstellerstammtisch).
- 2007 Preis für Bildende Kunst der Stadt Madrid.
- 2007 Kunstpreis der Fundación Álvaro Mutis.
- 2008 „Künstler des Jahres“ (Schriftstellerverband Málaga).
- 2011  Perséfone-Preis für  Kunst des Medienclub Madrid.
- 2016 Ernst-Barlach-Preis

## Ausstellungen (Auswahl)
- 2004 Galerie Ignacio de Lassaleta, Barcelona; Fundación Carlos de Amberes, Madrid; Kunstmesse, Paris; Kunstmesse, Köln; Ausstellung, Lissabon.
- 2005 Kunstmesse, New York; Galería Fauna’s, Madrid; Salón de Arte Contemporáneo, Straßburg; Fundación Cajasur, Córdoba.
- 2006 Kunstmesse, Miami, Kunstmesse, Madrid, Annta Gallery, Madrid, Ausstellung, Buenos Aires.
- 2007 Fundación Antiquaria, Madrid, Kunstmesse, Madrid, Galería Fauna’s, Madrid, Fundación Unicaja, Málaga.
- 2008 Ausstellung im Palacio Episcopal, Málaga.
- 2008 Ausstellung im Städtischen Museum, Málaga.
- 2009 Ausstellung in der Galería Víctor i Fills, Madrid, Museo Calviá, Mallorca, Eröffnung der Nazarian Gärten der Kathedrale, Málaga, Ausstellung im „Sala Noble“, Málaga.
- 2010 Ausstellung im Museum Foundation Gabarrón, New York, Salas del Rectorado de la Universidad, Málaga, Galerie Magnus P. Gerdsen, Hamburg, Messe für zeitgenössische Kunst, Madrid.
- 2011 Galería Víctor i Fills, Madrid, Exposición itinerante, Iserlohn, Witten, Hamburg, Hannover, Köln, Berlin.
- 2012 Galería Víctor i Fills, Madrid, Ausstellung in der Polígono Gallery, Marbella; Ausstellung im Schloss Merode, Germany.
- 2013 Ampliación Museo Aire Libre San Ramón Nonato, Málaga; Installation der Skulpturengruppe im Cervantes Theater, Málaga.
- 2014 Eröffnung des Museum Jorge Rando mit 120 Arbeiten aus den Zyklen Mutterschaft, Pintarradas, Prostitution und Afrika, Málaga.
- 2015 Ausstellung Vertikale Horizonte, Málaga; Ausstellung Luz de la Flor, Málaga. Ausstellung Begegnung Ernst Barlach – Jorge Rando, Málaga.
- 2016 Ausstellung Passion – Neuer Expressionismus aus Spanien Im Ernst-Barlach-Museum Wedel in Hamburg; Ausstellung Begegnung Ernst Barlach – Jorge Rando Im Ernst-Barlach-Museum in Ratzeburg; Ausstellung Cilcistas, Animales y otras Cosas, Málaga. Ausstellung Begegnung Jorge Rando – Carlos Ciriza, Málaga.